# 日本佳速航空

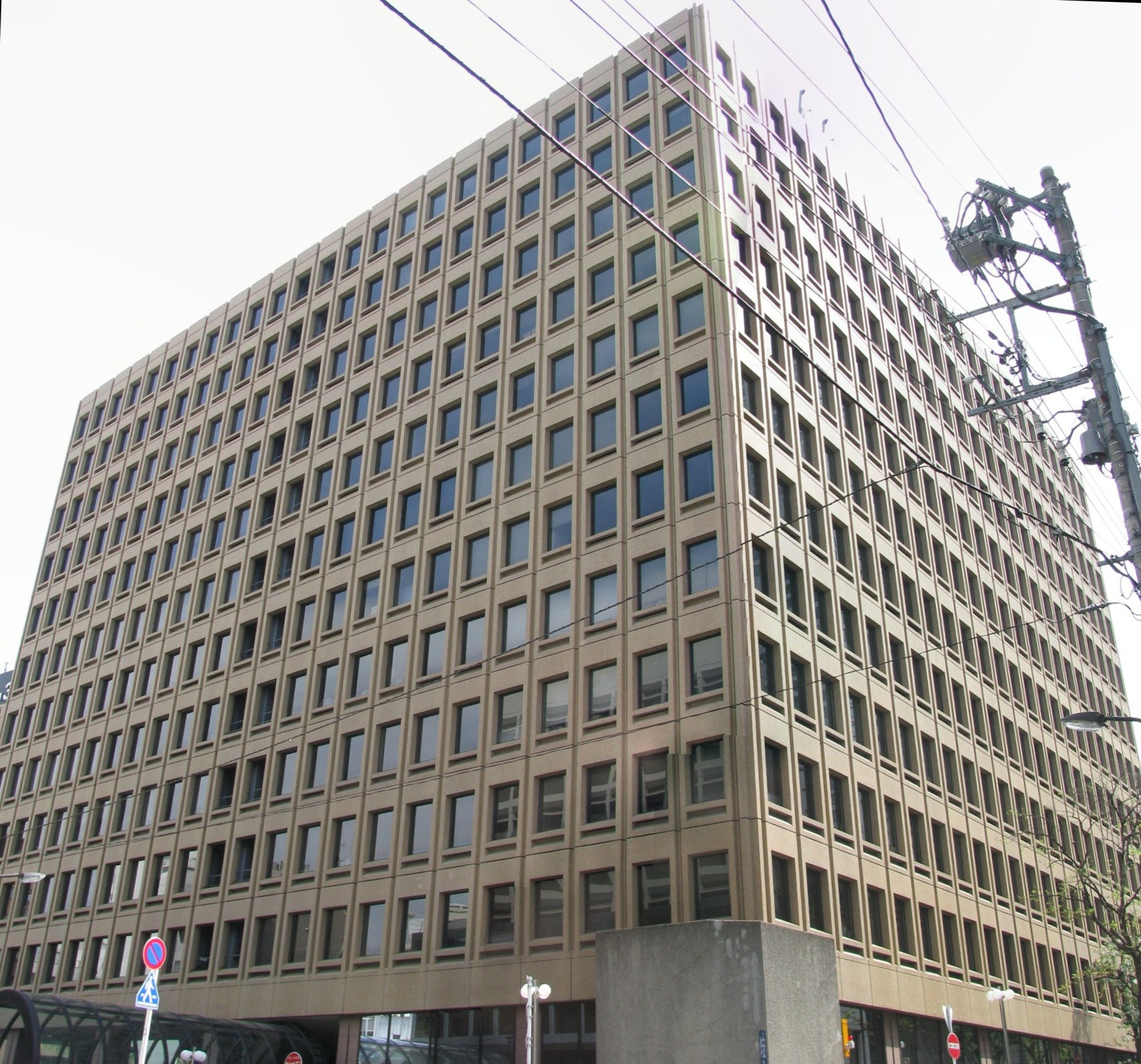
虎之門37森大廈 - 日本佳速航空第一代總部（1990年 - 1998年）

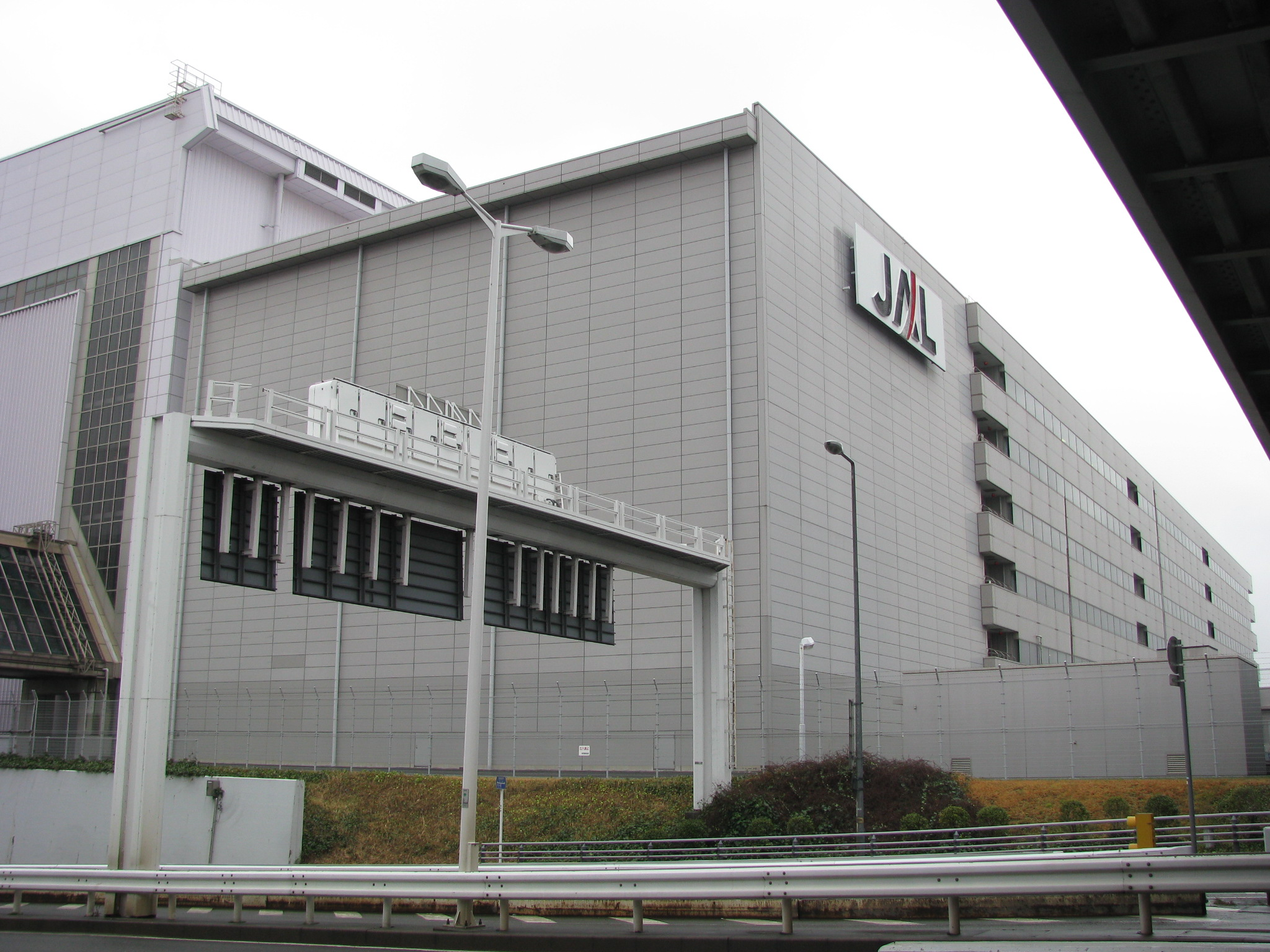
日本航空整備場 - 日本佳速航空第二代總部

日本佳速航空（日語：日本エアシステム）是日本一間被日本航空合併的航空公司。在合併前，佳速航空是日本第三大的航空公司。其國際線網絡較日本航空及全日空的小，但在國內線上，佳速航空開辦了很多來往日本國內較小型機場的航班。「日本佳速航空」的官方中文名稱譯自其英文縮寫「JAS」，後又基於這一名稱發展出「Good Speed Always」的公司口號。
在合併前，佳速航空擁有的機隊主要是DC-9、MD-82系列，高運量航線則採用日本非常罕有的空中巴士A300客機，後期則採用數架波音777客機。

## 歷史

### 成立與發展
1952年7月4日，日東航空公司成立，當時的資本金為五千萬日圓。同年9月13日，富士航空公司成立，資本金為一千萬日圓。
1953年6月30日，北日本航空公司成立，當時的資本金為五千五百萬日圓。同年11月30日，東亞航空公司成立，資本金為一千萬日圓。
1964年4月15日，日本的三家國內航空公司（日東航空、富士航空、北日本航空）在運輸省指令下，合併成日本國內航空（日語：日本国内航空），資本金為34億8000萬日圓，以東京羽田機場為基地，營運國內幹線，準幹線以及本地線。合併後的日本國內航空積極引入康維爾880以及波音727等大型噴射客機，營運國內幹線，與日本航空及全日本空輸競爭，而由於競爭過度激烈，亦一度令日航及全日空陷入困境。
之後，日本政府有見1964年東海道新幹線通車，1966年的多宗飛行事故等背景，需要作出干預，在1966年5月20日的內閣備忘中，以日本航空與日本国内航空合併為前提，對日本国内航空進行提攜，日本国内航空需要離開國內幹線營運，將其所擁有的康維爾880和波音727租借予日本航空，卻導致日本国内航空虧蝕。1967年情況好轉，至1969年終於轉虧為盈。1970年，內閣備忘決定改為日本国内航空與東亞航空合併。
1971年5月15日，日本國內航空與成立於1953年，以大阪伊丹機場為基地，營運國內本地線的東亞航空合併，并改名為東亞國內航空（日語：東亜国内航空）。資本金為95億2500萬日圓，下村彌一出任會長，而富永五郎則就任社長一職。
這個合併奠定了之後日本的航空業由日本航空，全日本空輸及東亞國內航空的三大航空公司主導的局面。1972年，運輸省實施「45/47體制」，東亞國內航空被編配為經營國內準幹線以及本地線。
1977年2月18日，於千歲機場引入乘客專用運輸巴士「自動貴賓室」，取代登機橋。
1979年11月4日，新預約系統「Sky Call III」投入服務。
1987年3月23日，東亞國內航空股票於東京店頭市場註冊，開放買賣。1987年4月27日，東亞國內航空成為國際航空運輸協會（IATA）會員。同年11月1日，推出綜合資訊系統「Sky Call」。
1989年10月1日，電腦系統與JR的旅客販賣綜合系統（MARS）連結，乘客可於JR的綠窗口購買日本佳速航空的機票。
1994年4月1日，羽田的飛機維修設施供開放參觀。

### 改名
1985年，日本政府宣布廢除「45/47體制」，東亞國內航空因而能夠開辦國際線以及國內幹線。就國內幹線而言，東亞國內航空自1975年起只有少數航班，而廢除後希望透過分階段進入三條國內幹線定期航班，至於完全進入則是以後的事。
1986年東亞國內航空開始計劃國際線包機服務，1987年2月先後開辦名古屋－香港，以及大分－新加坡包機航線。
其後開辦亞洲各地定期航班之際，公司名稱中的「東亞」容易令人聯想起「大東亞共榮圈」，「大東亞戰爭」等印象，而且在開辦國際線定期航班後，公司名稱中的「國內」亦不合時宜，再加上韓國一方亦非正式地向東亞國內航空表示不要用「東亞國內航空」這個名稱飛往韓國。
1988年4月1日，東亞國內航空改名為日本航空系統（日語：日本エアシステム），同年的7月1日開辦東京成田往漢城的航線，這也是該公司首條國際定期航線。
為與同樣縮寫為JAS的日本農林規格區別開，日本航空系統的英文縮寫（JAS）讀作[dʒæs]，而此讀音在中文里與“佳速”相近，故JAS在開辦成田至廣州的航線時將中文名稱定為日本佳速航空，并將公司口號定為“Good Speed Always”。

### 塗裝
東亞國內航空成立時採用紅色-白線條的塗裝。
1973年10月29日，東亞國內航空決定在DC-9使用紅色-墨綠線條塗裝，1976年3月22日，該塗裝亦開始運用在YS-11上。
1981年，東亞國內航空在引進的空中巴士A300上使用與空客原廠塗裝相似的塗裝，其後在MD-81上使用了只有黃、紅、黑色線條的修改版塗裝，以與空中巴士原廠塗裝相區分。
1990年代，佳速航空引進MD-90，1995年11月7日，佳速航空決定MD-90塗裝，採用了由黑澤明執筆設計的7種不同塗裝，這些塗裝都以彩虹色為主，塗裝主題為「日本的朝氣」及「七色彩虹點綴日本的天空」。
1996年，日本佳速航空舉辦了波音777塗裝設計比賽。來自42個國家的參賽者共有10,364人，其中最年輕的參賽者3歲，而最年長的參賽者84歲。最後，包括黑澤明在內的評審委員會決定，由北海道千歲市的一名初中二年級學生設計的非對稱式的彩虹七色螺旋彩帶塗裝入選，並於1997年4月投入使用。勝出理由包括由於黑澤明為MD-90系列所設計的彩虹色深受歡迎，該參選者的作品亦能夠貫徹日本佳速航空一直以来所使用的彩虹塗裝。在與日本航空合併後，使用彩虹七色螺旋彩帶塗裝的波音777亦被改為日航第三代塗裝，和改用「日之弧」標誌，而當時彩虹七色螺旋彩帶塗裝是世界唯一左右不對稱的設計。

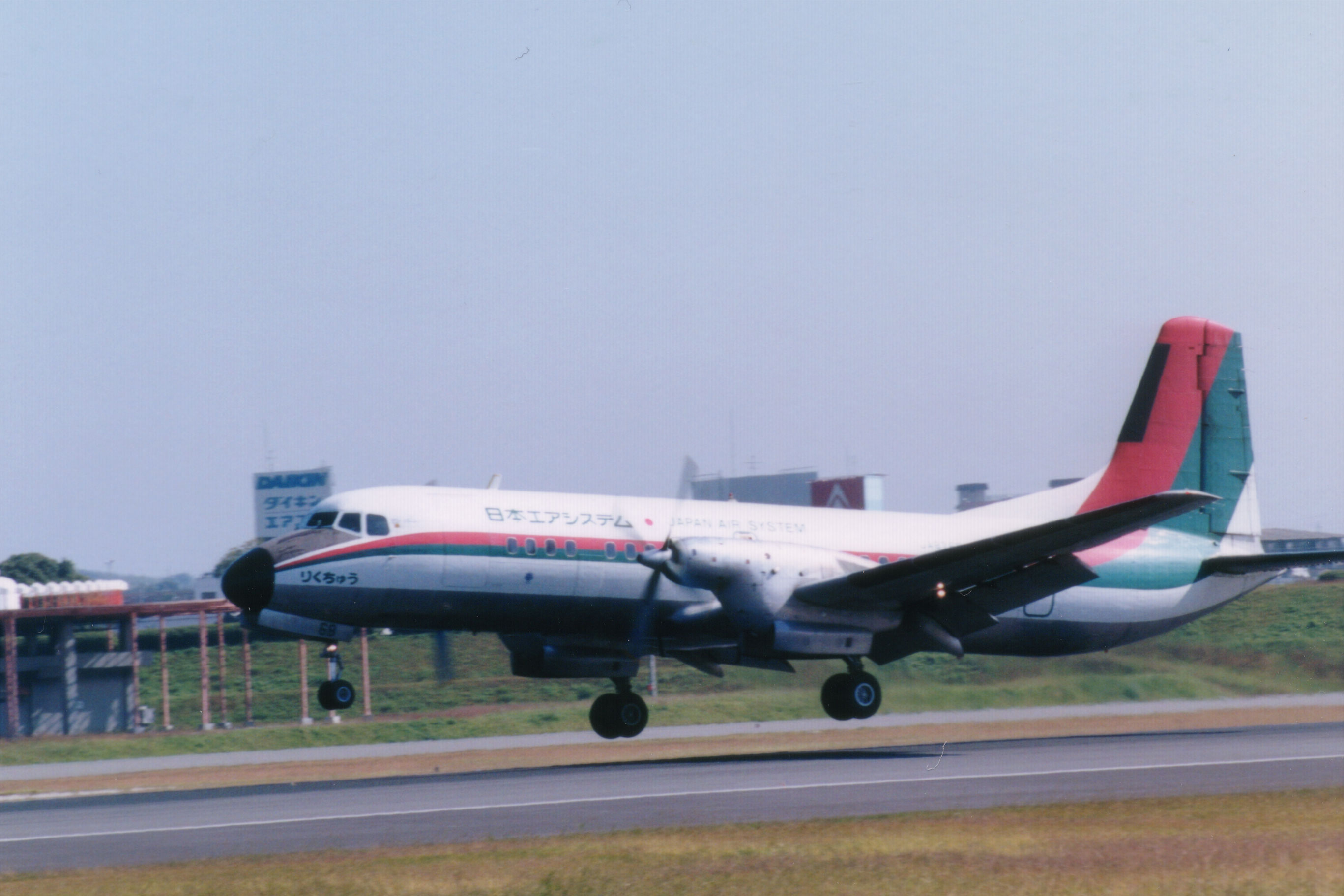
日本佳速航空的YS-11(原東亞國內航空塗裝)
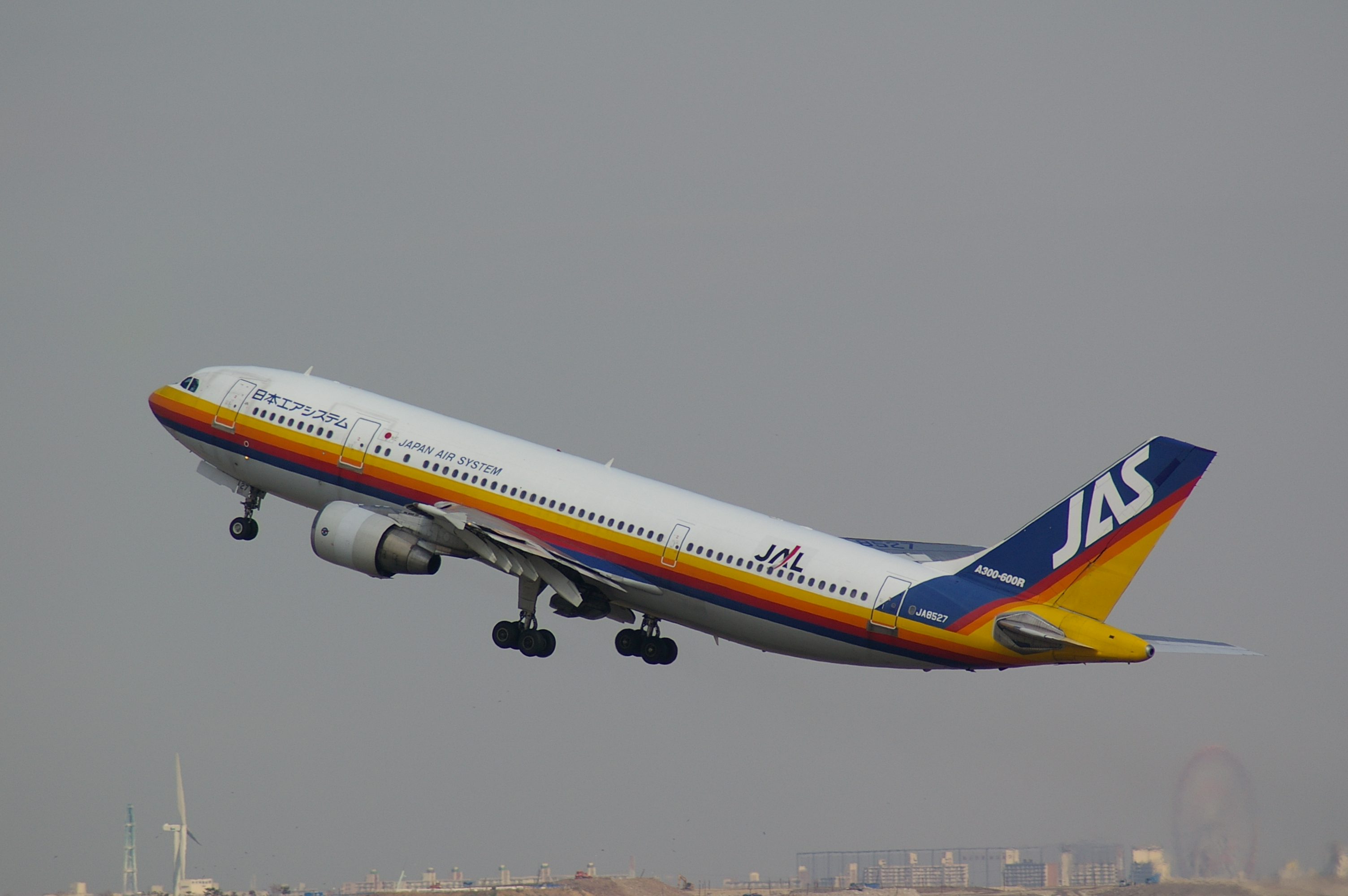
日本佳速航空的A300-600R上貼著日本航空的商標

### 併購
2002年10月2日，日本航空和日本佳速航空，合併組成一間新公司：日本航空系統（日語：日本航空システム），日本佳速航空的飛機也在機身上貼上JAL標誌。
2004年4月1日，日航改名為“日本國際航空”，日本佳速航空改名為“日本國內航空”。日本佳速航空的航班號碼改為日航航班號碼，塗裝亦逐漸轉換。
2004年6月26日，母公司“日本航空系統”更名為“日本航空株式會社”（英語：Japan Airlines Corporation）。
原屬日本佳速航空的IATA代碼JD後來被中國的一家地區性航空公司首都航空使用。

## 航線

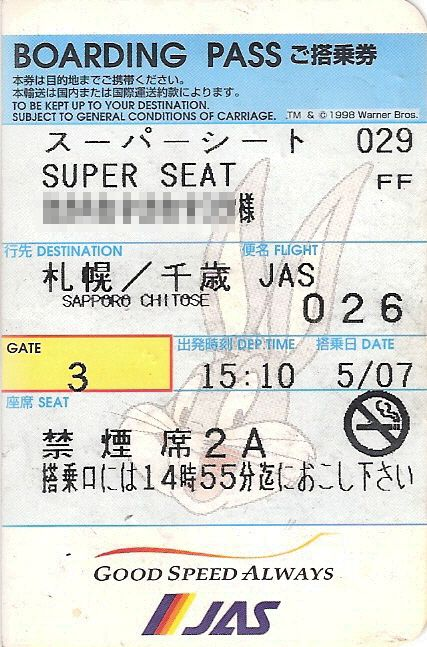
引入自動驗票機後的登機證

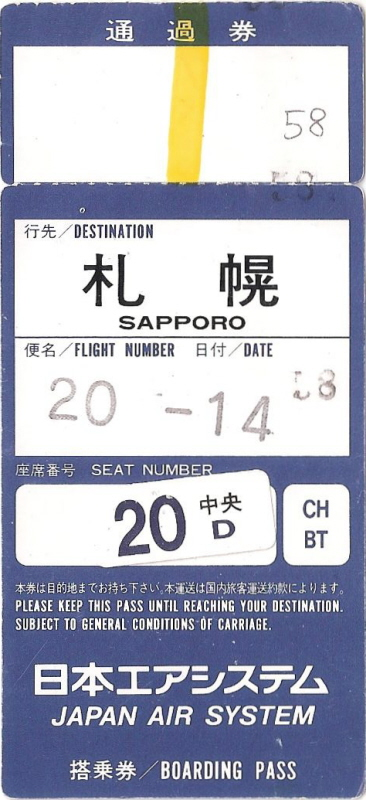
引入自動驗票機前的登機證

### 國內線
- 札幌－女滿別、釧路、函館、三澤、青森、秋田、花、山形、松本、出雲、德島、廣島、大分、長崎、熊本、宮崎
- 女滿別－新潟、仙台
- 旭川－新潟
- 仙台－釧路、函館、岡山、松本、高松
- 東京－女滿別、釧路、帶廣、札幌、函館、青森、三澤、花卷、小松、南紀白濱、大阪(伊丹・關西)、德島、高松、高知、廣島、出雲、北九州、福岡、大分、長崎、熊本、宮崎、鹿兒島、奄美大島、那霸
- 大阪－女滿別、帶廣、札幌、旭川、釧路、青森、三澤、秋田、花卷、山形、仙台、鹿兒島、新潟、松本、米子、出雲、隠岐、松山、德島、福岡、佐賀、種子島、奄美大島、那霸
- 名古屋－釧路、札幌、青森、花卷、仙台、高知、福岡、長崎、熊本
- 米子－隠岐
- 出雲－隠岐
- 廣島－松本、女滿別
- 松山－岡山、宮崎
- 福岡－廣島、旭川、女滿別、山形、青森、花卷、仙台、高知、米子、出雲、高松、松山、宮崎、鹿兒島、那霸
- 大分－長崎、鹿兒島
- 宮崎－長崎
- 鹿兒島－岡山
- 熊本－高松
- 鹿兒島－松山、奄美大島、德之島、喜界島
- 那霸－青森、秋田、花卷、出雲

路線合併許可
- 東京－旭川
- 大阪－高知

註：大阪→大阪國際機場・關西國際機場　東京→東京國際機場
1985年3月17日，筑波世界博覽會開幕，東亞國內航空開辦三條直升機航綫，來往：
- 羽田－筑波
- 羽田－成田
- 成田－筑波

直至同年9月16日止。

### 國際線
- 東京－新加坡、檀香山、首爾仁川（2001年前為首爾金浦）、上海浦東（1999年前為上海虹橋）、西安、廣州白雲、香港、昆明
- 大阪－首爾、香港、西安、昆明、廣州

註：大阪→關西國際機場　東京→成田國際機場
以上為定期航班，由福岡機場以及廣島機場等的地方機場出發的國際航班均為包機。
國際線開辦時，曾考慮將來能夠飛往美國大陸以及歐洲的主要城市，但由於日本泡沫經濟爆破以及灣岸戰爭爆發，加上成田機場的飛機升降限制，種種的嚴峻現實導致困難重重。
值得一提的是，日本佳速航空開辦的新加坡以及檀香山航線，由於成田機場的飛機升降限制，以及競爭對手惡意收購升降時段作出干擾，因此該兩條航線並不能每日飛行。而且航班時間欠佳，不利旅行團乘搭，導致旅行社難以使用該兩條航線的航班，令到盈利能力低下，亦是日本佳速航空取消該兩個航點的其中一個原因，1994年日本佳速航空結束檀香山航線，及後於1995年結束新加坡航線。

## 機隊

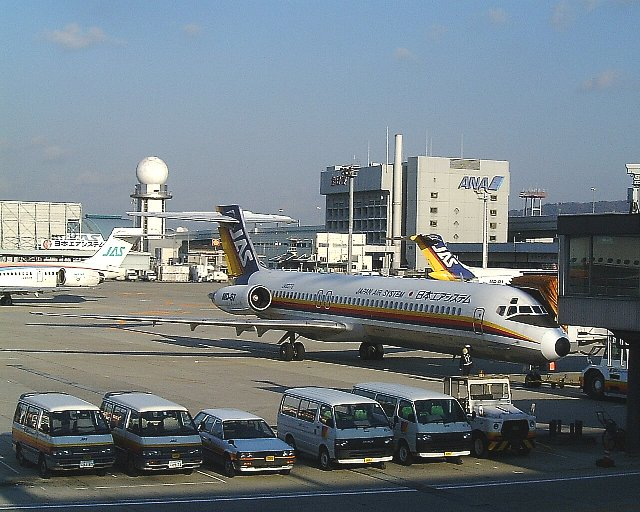
左起：日本佳速航空MD-90，MD-87，MD-81

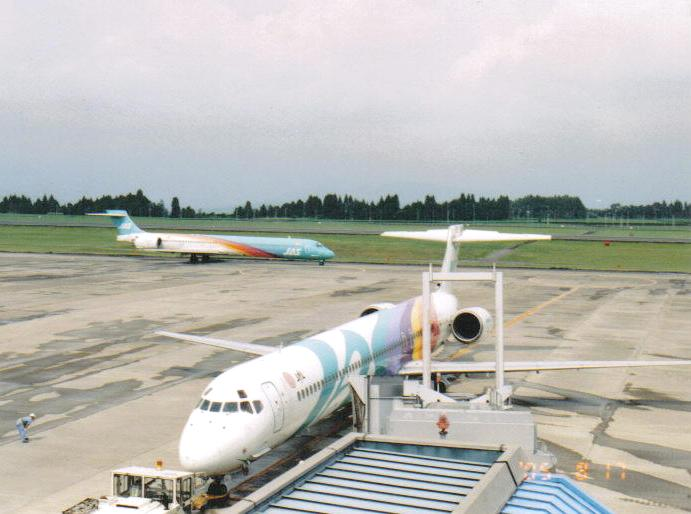
日本佳速航空的MD-90一號機與四號機，塗裝由黑澤明設計。（鹿兒島機場，2005年8月）

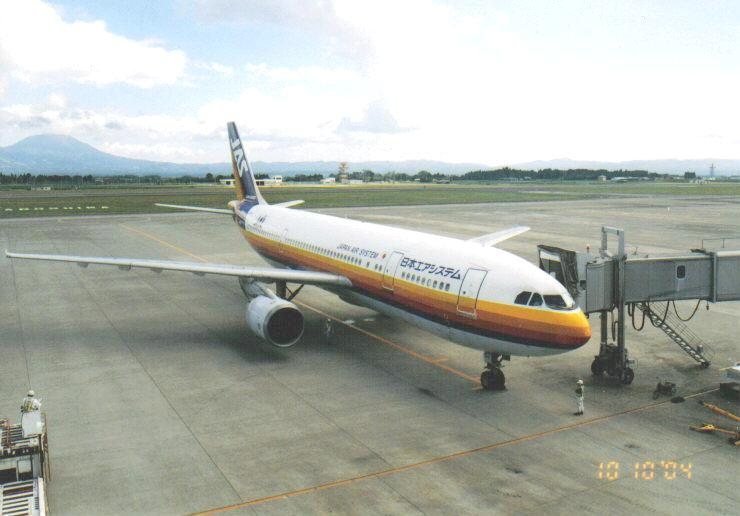
日本佳速航空的空中巴士A300-600R（鹿兒島機場、2004年10月）

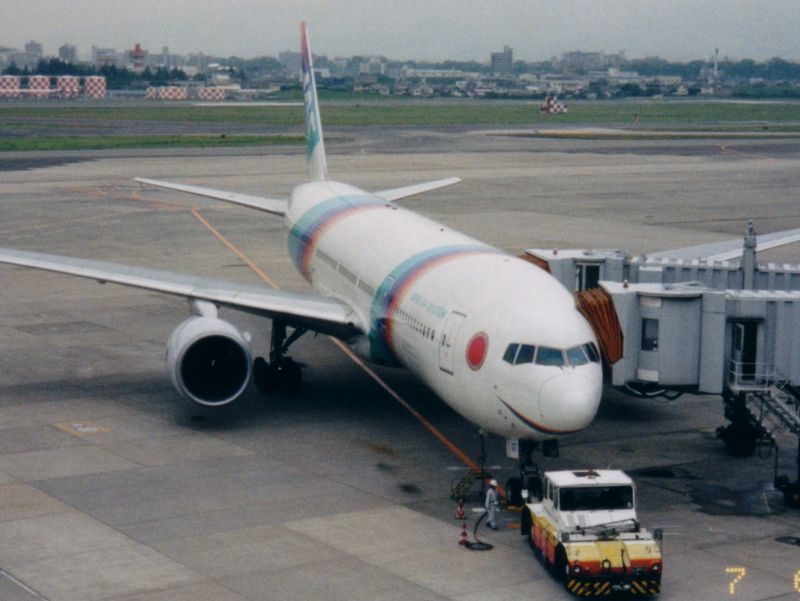
日本佳速航空的波音777-289（大阪國際機場、2003年5月）

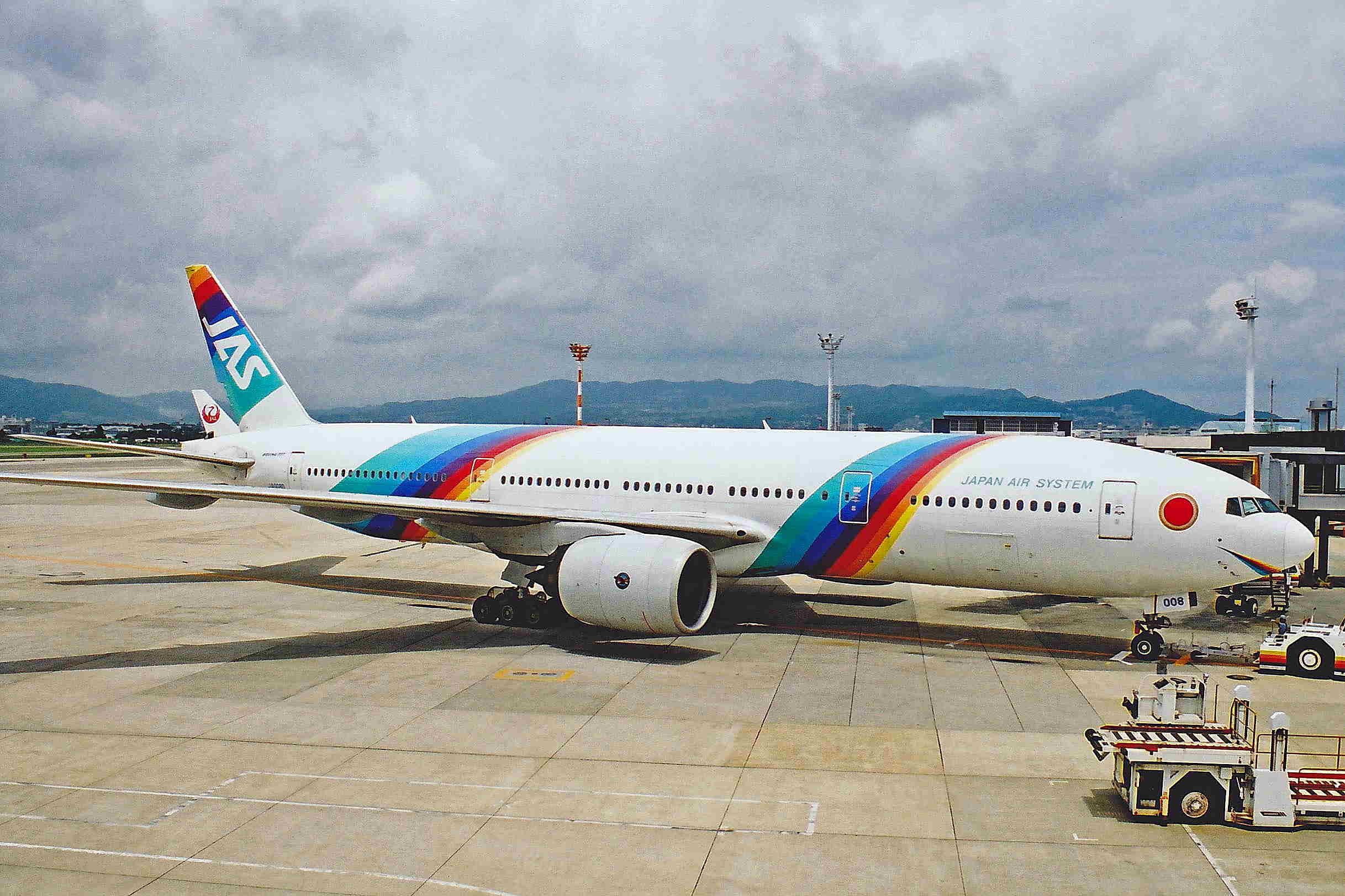
日本佳速航空的波音777-289披上特別設計的彩虹塗裝

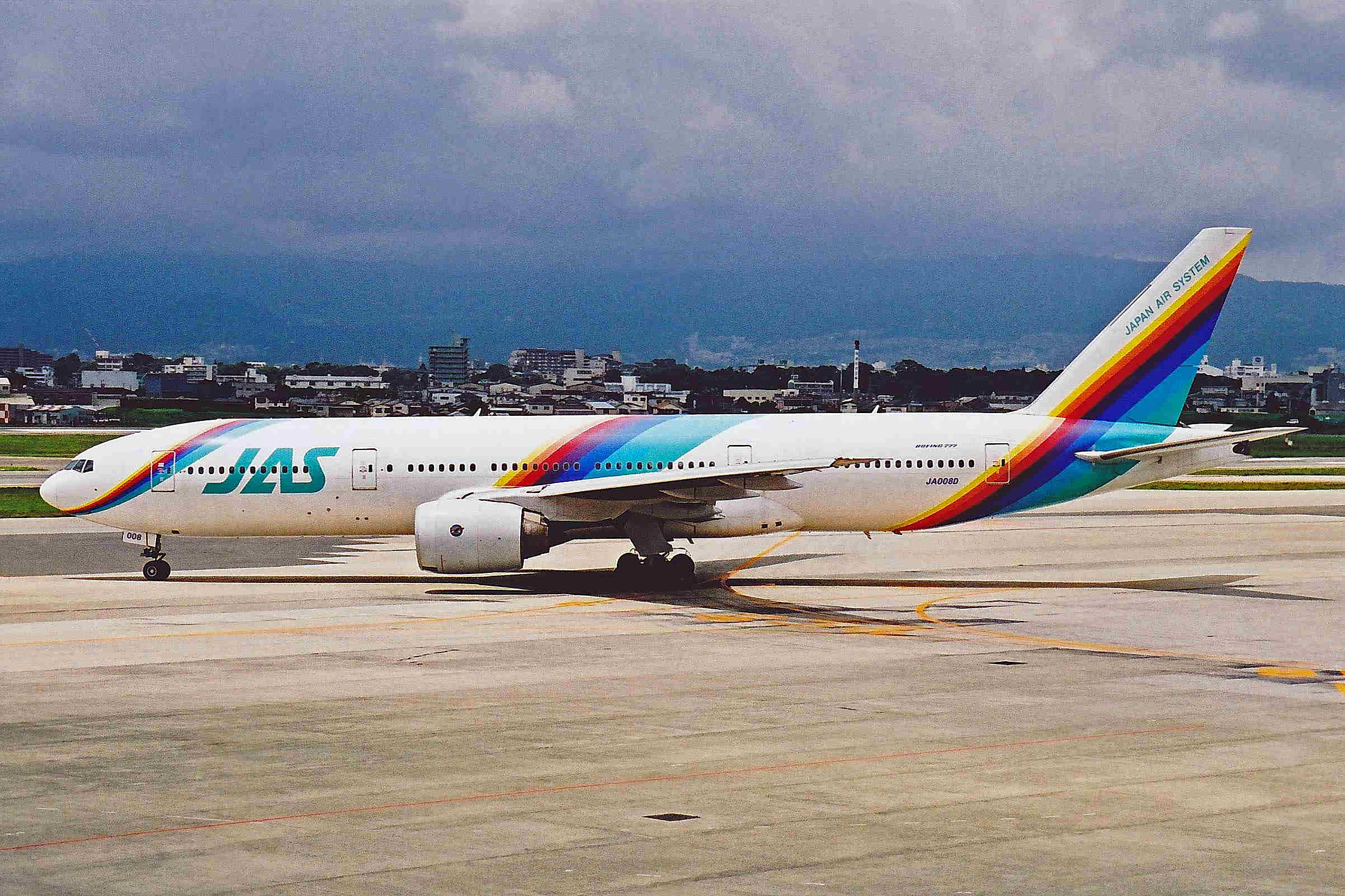
波音777另一侧的涂装

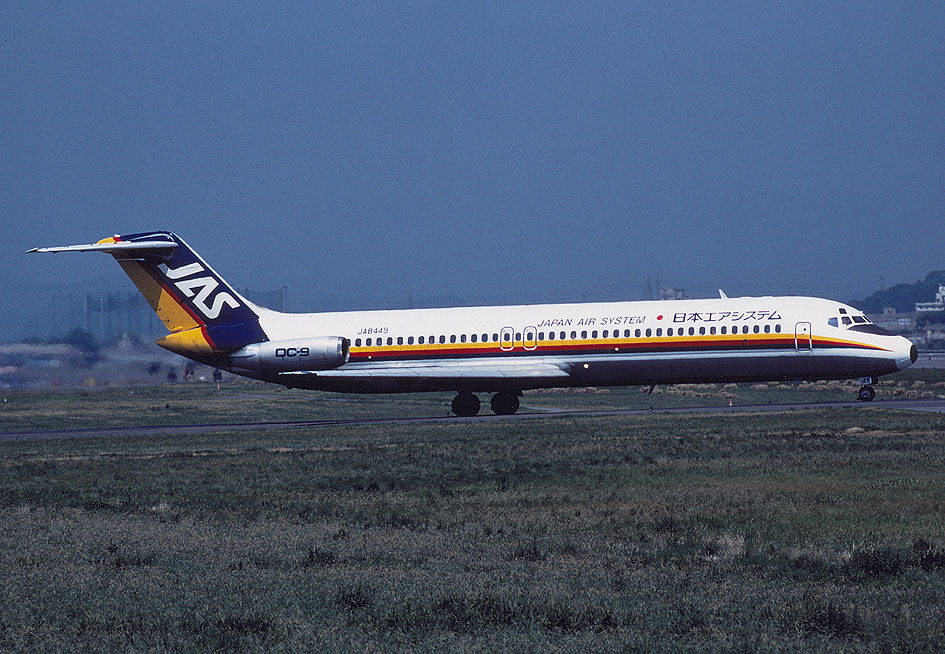
日本佳速航空麦道DC-9-40

- 日本國內航空與東亞航空時代，各自擁有多樣式的飛機，兩家公司各自於合併前進行機型統一的工作，1971年合併時東亞國內航空接收了若干來自東亞航空的DH114 Heron和YS-11。
- 東亞國內航空在噴射客機化的初期，收回租借予日本航空的波音727，在1972年8月投入羽田 - 大分航線。但是，在往後東亞國內航空的噴射客機化發展，決定改為引入更具成本效益的DC-9，而波音727在東亞國內航空服役約一年半左右的短時間，於1975年1月6日，完成由大分－東京的JD336航班後，便宣佈離開東亞國內航空的機隊。
- 日本国内航空時代租借予日本航空的一架康維爾880 (编号JA8030，别称“银座号”），在進行飛行訓練時發生意外報銷。及後日本航空歸還兩架租借的波音727時，亦轉讓一架波音727予東亞國內航空以作為補償。其中由日本國內航空租借出去的波音727（編號JA8315，別稱「羽衣號」），在日本航空時別名改為「淀號」，更發生劫機事件；其後歸還予東亞國內航空時，再度更改別稱為「高千穗号」繼續服役。
- 在此以後東亞國內航空繼續引入DC-9，其後為進行大型客機化，決定引入空中巴士A300。其後東亞國內航空將國內本地線轉讓至日本空中通勤，同時亦將所擁有的YS-11轉讓到日本空中通勤。
- 改名後的日本佳速航空為進軍國際線，決定引入DC-10-30，但當時麥道已決定停產DC-10，以投入MD-11的生產工作。而本來用於美軍加油機的最後兩架KC-10，亦因美軍減少訂單至60架，得以改造成DC-10給予日本佳速航空使用。
- 日本佳速航空與日本航空合併時，保留了特別引人注目的機種，包括空中巴士A300，波音777，麥道MD-90。其中空中巴士A300作為日本佳速航空的機隊主力，更象徵著日歐貿易中從歐洲大量輸入歐製產品。
- 在日本佳速航空引入波音777之際，為進一步擴大國際線版圖，曾考慮引入九架波音747-400，但由於財政困難，宣佈「延遲引入」，及後將訂單改為引入售價較便宜和營運效益較佳的波音777。
- 波音對日本國內航空，東亞國內航空以及日本佳速航空的客戶代碼為89，飛機的編號形式分為727-89、777-289兩種。
- 在日本國內航空引入DC-9之前，曾經考慮引入SE210，但日本國內航空的考察團在日程表中突然終止有關訪問。
- 2013年3月MD-90退役之際，日本航空舉行退役紀念團，當日該飛機內的空中服務員均穿上日本佳速航空時代的制服，而且，在退役航班的「乘搭證明書」上亦考慮到此客機的歷史，而印上日本佳速航空的商標，並將日本航空的商標改為放置於旁邊。

### 日本佳速航空時代

#### 簽訂合約而未有引入
- 波音747-400
- 波音777-300－正確而言為日本佳速航空引入時正值與日本航空合併，該批飛機直接塗上日本航空的新塗裝，而客戶編號則仍然使用日本佳速航空的89，而非日本航空的46。

### 東亞國內航空時代或以前

#### 定翼機

##### NAL日東航空
- Piper PA-18 Super Cub
- DHC-2 Beaver
- DHC-3 Otter
- Grumman G-44 Widgeon
- Grumman G-73 Mallard
- 康維爾CV-240
- DH114-1B Heron
- DH114 Tauron
- Beechcraft D-50
- Aero Commander 500A
- Cessna 170
- Cessna 170B
- Cessna 172
- Cessna 172B
- Cessna 172C
- Cessna 172D
- Cessna 175B

##### FAL富士航空
- Beechcraft C-18S
- Beechcraft C-50
- Beechcraft D-50
- Piper PA-23 Apache
- 康維爾CV-240
- DH114-1B Heron
- DH114 Tauron
- Cessna 172

##### NJA北日本航空
- Cessna 170B
- Cessna 195
- 道格拉斯DC-3A
- 康維爾CV-240
- Aero Commander 680F

##### TAW東亞航空
- DH104-1B Dove
- DH114 Tauron
- 康維爾CV-240
- Beechcraft D-18(C-18S)
- Beechcraft C-50
- YS-11
- Cessna 170B

##### JDA日本国内航空
- Piper PA-18 Super Cub
- Piper PA-23 Apache
- Grumman G-44 Widgeon
- 道格拉斯DC-3A
- Nord 262A-14
- 康維爾CV-240
- DHC-2 Beaver
- DH114-1B Heron
- DH114 Tauron
- 康維爾880-22M
- 波音727-100
- YS-11
- Cessna 170
- Cessna 170B
- Cessna 172B
- Cessna 172C
- Cessna 172D
- Cessna 175B
- Cessna 195

##### TDA東亞國內航空
- 康維爾CV-240
- DH114-1B Heron
- DH114 Tauron
- 波音727-100
- YS-11
- 麥道DC-9-31（從美國租借）
- 麥道DC-9-41
- 麥道DC-9-51（從美國租借）
- 麥道DC-9-81
- 空中巴士A300-B2K-3C

## 服務
比起東亞國內航空時代，日本佳速航空著力改善服務，希望能夠令旅客對的飛行印象與其他兩間競爭對手產生差別，因此日本佳速航空引入多種日本首創的服務，提升旅客體驗。以下的服務為日本佳速航空最初引入至日本：
- 不予在機上提供含有陰毛裸露的裸體相片的雜誌[注 1]
- 國內線提供半價機票折扣
- 設置女性優先洗手間
- 透過電腦提供國內線預約，劃位，航班情況等資料
- 每架飛機擁有不同的特別標記塗裝，屬世界首創
- 機身貼上廣告塗裝
- 互聯網收集機身塗裝設計比賽
- 國內線引入機艙三等制
- 引入日本首架所有座位提供個人電視的飛機
- 提供便利店無實體票預約服務
- 提供生日優惠

飲品
日本佳速航空與大塚製藥合作，提供機上飲品服務，包括JAVATEA和寶礦力等飲品，亦有熱湯，綠茶，KAGOME （页面存档备份，存于）的六条麥茶，果汁等提供。
Business Class（商務客位）
成田 ― 檀香山線啟航時伴隨DC-10引入Business Class，後來發展為Super Seat，形式與日本航空類似，飛機餐比經濟客位更豪華，主要以和食為中心，同時亦提供小食。
另外，不論任何座位等級的日本佳速航空旅客，都能夠使用檀香山機場貴賓室。
Super Seat
隨著日本佳速航空的波音777-200引入Super Seat，於1997年4月1日，日本佳速航空的A300-600R亦引入Super Seat。每架機設有12席Super Seat，前後座距102厘米，闊47厘米。與波音777-200的不同，A300-600R的Super Seat腳踏板為手動式，電視設於通道的天花板。行李限制，登記手續，貴賓室（沒有貴賓室的機場則改為派發商戶禮券），飛機餐的服務則與波音777-200一致。
Bonus Seat
1997年4月1日同時引入Bonus Seat，飛機尾部設置引擎的飛機，包括DC-9-81、MD-81、MD-87、MD-90，引入超便宜座位。「沒有窗戶」，「引擎聲音嘈吵」，「座位不能傾後」等機艙最尾部約五至七排不受歡迎的座位為Bonus Seat，這些座位的費用是一般座位的半價，此為固定票價收費，而非購買時的特價優惠。若此等級座位計算在內，日本佳速航空能夠提供四種機艙等級。
蔡瀾餐單
2001年左右，香港的電影製作公司橙天嘉禾娛樂集團副主席兼製片人，以食家聞名的蔡瀾為成田 - 香港線監修餐單。
民族服裝
2001年，於關西国際機場 - 昆明線的限定服務。空中服務員穿著中國雲南省的少數民族服裝，提供機上服務。
女性優先洗手間「Floral Room」
由當時的客室乗員部乗務室長吉田千鶴子女士提出，1993年6月日本佳速航空成為日本首間航空公司設立女性優先洗手間。以乾花製成的香料氣味遍佈整個洗手間。女性優先洗手間提供護膚霜，濕紙巾等舒適用品。有少數書籍曾寫作「女性專用洗手間」，但實際上僅為「優先」，而男女亦可使用該洗手間。與日本航空合併後，日航亦繼續提供女性優先洗手間服務。
機上雜誌
日本佳速航空自行發刊的雜誌為「ARCAS」，1988年7月1日創刊，隔月出版，雜誌內列出能夠於機上售賣的商品。

## 機艙三等制

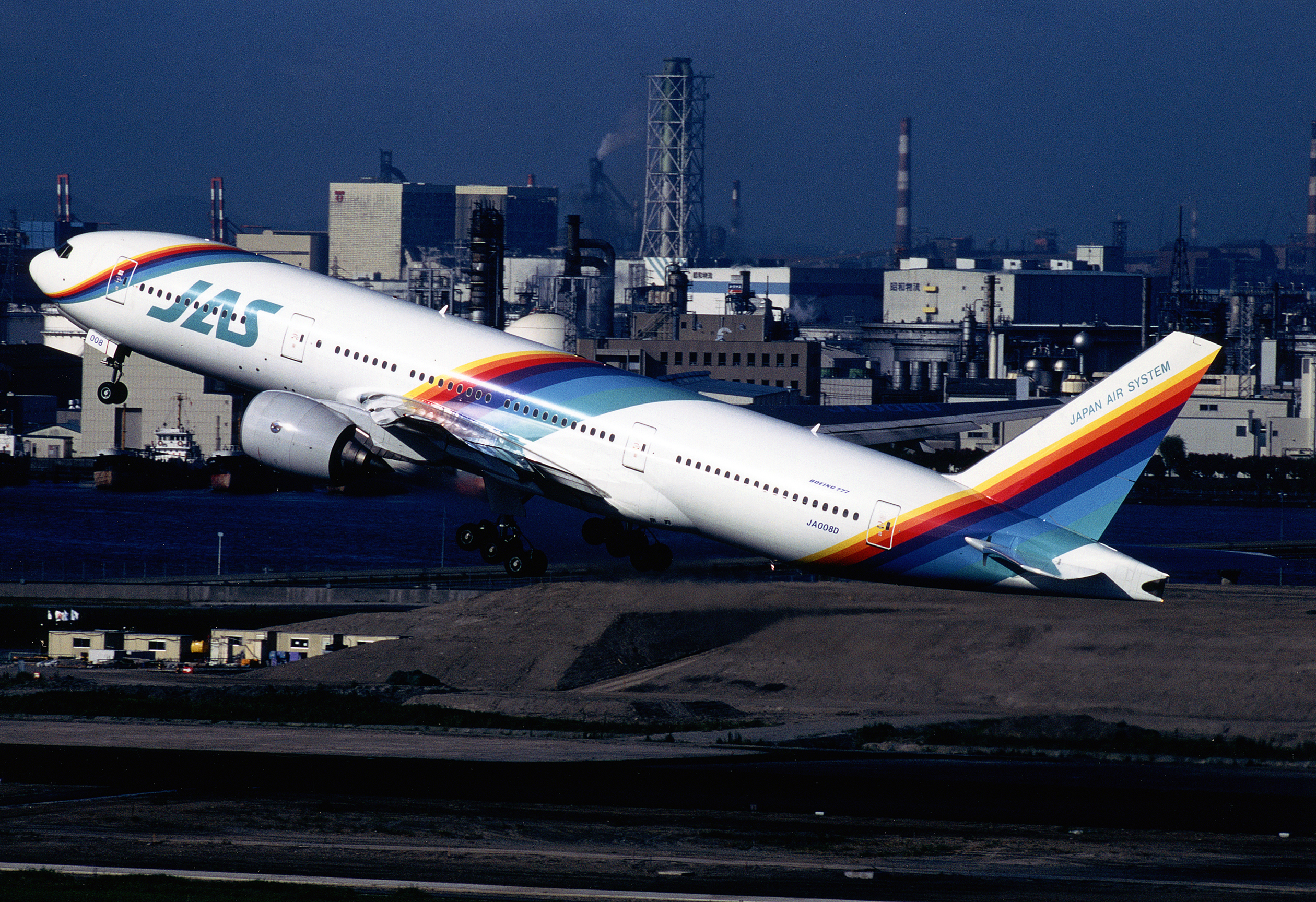
日本佳速航空於波音777-289上引入機艙三等制（東京國際機場、1999年）

自東亞國內航空改名為日本佳速航空以後，首度購買波音製造的飛機，機艙三等制伴隨著日本佳速航空購買波音777而同時引入。為與日本其他航空公司的國內線服務產生差異，日本佳速航空的最大賣點為其獨有的服務，故此決定引入機艙三等制。在三等制中，所有座椅均提供獨立液晶電視，可作播放電影以及遊戲使用，此服務為國內線首創。
此娛樂服務於日本佳速航空與日本航空合併後，在機艙翻新後已告終止，而翻新前留有液晶電視的座椅，仍留有日本佳速航空時代所提供的遊戲。
Super Seat 與 Rainbow Seat 的座椅在合併後未有即時換走，直至2012年10月27日全面拆除。現時日本國內線的星悅航空及全日本空輸的A321neo設有個人電視。

### Super Seat
Super Seat為全機最高艙等，於1997年4月1日在波音777-200和空中巴士A300-600R上引入。附加費為4000日圓。每架飛機提供12個座位，座距約107厘米，闊53厘米。2-2-2的座位配置。最大後傾角度為25度，提供電動腳踏。座位提供用作控制個人電視「Rainbow Vision」的控制器，可用作轉換頻道，遊戲控制，閱讀燈，呼叫服務員等。Super Seat的乘客可使用專用登記櫃檯，登機前可使用貴賓室「Rainbow Lounge」。國內線的機上亦視乎航班時間提供豪華的早・午・晚飛機餐。下午四時後出發的航班亦提供四分之一瓶的酒類飲品。而未有提供飛機餐的航班，則可以選擇便當或和菓子等作為小食。飛機上，有專用的衣櫃放置一件外套與上衣，以及提供拖鞋和鞋拔服務。到達後提供優先領取行李服務。預約專用電話為「Rainbow Call」。與日本航空合併後，2004年6月Super Seat被歸類為Class J，視為可用座位。

### Rainbow Seat
Rainbow Seat於1997年4月1日引入，為國內線的普通席與Super Seat中間的服務，啟用時附加費為2500日圓，及後減至1000日圓。每架飛機提供38個座位，座距約97厘米，闊45厘米。2-4-2的座位配置。雖然只有波音777-200提供，但與Super Seat不同，機場貴賓室和專用櫃檯等服務都省略了，但由於附加費廉宜，還有許多固定乘客使用。此外，優先領取行李服務和預約服務與Super Seat相似。與日本航空合併後，2004年6月以「Class J」提供相同概念的服務。

### 普通席
日本佳速航空為首間於日本國內線經濟艙提供獨立液晶電視。座位配置為2-5-2，與日本航空及全日本空輸不同。除非在繁忙時段，否則日本佳速航空安排劃位時，一般並不會將5座位最中間的一席賣出，實際上是以2-2-2-2的八座位配置編排。同時，中間的5座位亦可以彈性處理3至5人的團體乘客，可以一同乘坐。

## 注解
1. ↑  過去日本對於畫像與相片中的陰毛嚴格管制，而到了1990年代左右對此大幅解禁，至1995年前後，陰毛裸露作為一種藝術表現形式變得常態化。進入21世紀后，政府以保護青少年為由重新進行部份規制。